# Aparecido Donizete de Souza
Dom Aparecido Donizeti de Souza (Primeiro de Maio, 13 de janeiro de 1964) é um sacerdote católico brasileiro, Bispo auxiliar da Arquidiocese de Cascavel.

## Biografia
É natural do Distrito Ibiaci, em Primeiro de Maio, norte do Paraná. Filho de Orestino de Souza e Elsa Batista de Souza, cursou a faculdade de Filosofia no Instituto Filosófico da cidade de Apucarana de 1986 a 1988,  e Teologia, de 1989 a 1992, no Instituto Teológico Paulo VI de Londrina.
No dia 12 de dezembro de 1992 foi ordenado presbítero. De 1993 a 1997 foi pároco da Paróquia Nossa Senhora Aparecida, em Leópolis. De 1998 a 2001 foi pároco da Paróquia Imaculada Conceição, de Jataizinho.
Em 2001 iniciou o Mestrado em Espiritualidade no Pontifício Instituto de Espiritualidade Teresianum, em Roma, que concluiu em 2003. Retornando ao Brasil, foi reitor do Seminário Menor Menino Deus e Vigário da Catedral Cristo Rei, em Cornélio Procópio.
De julho de 2007 a janeiro de 2012 foi pároco da Paróquia Santa Ana, em Sapopema. Até 2014 foi reitor do Seminário Maior São José, em Jataizinho. Durante este período foi assessor das Pastorais Vocacional, Carcerária e Catequética. Integrou a equipe dos diretores espirituais no Instituto Filosófico de Apucarana e também foi diretor espiritual no Instituto Teológico Paulo VI. 
Era pároco da Paróquia São Francisco de Assis e assessor da Pastoral Litúrgica, quando em 30 de dezembro de 2015 foi nomeado pelo Papa Francisco como Bispo auxiliar da Arquidiocese de Porto Alegre.
Sua ordenação episcopal ocorreu no dia 18 de março de 2016, na Catedral Cristo Rei, da cidade de Cornélio Procópio, tendo como ordenante Dom Frei Jaime Spengler.
Em 22 de Junho de 2022, o Papa Francisco o nomeou Bispo auxiliar da Arquidiocese de Cascavel.